# 五十猛站
五十猛站（日语：／ Isotake eki */?）是位於島根縣大田市五十猛町，西日本旅客鐵道（JR西日本）的山陰本線車站。車站名稱是來自日本神話的五十猛命。截至2020年3月，快速列車只有黃昏上行1班列車停站。

## 歷史
- 1917年（大正6年）5月15日 - 國有鐵道山陰本線石見大田站（現時為大田市站）至仁萬站之間開業，此站啟用。為客運和貨運車站。
  - 當時車站地址為島根縣邇摩郡五十猛村。
- 1956年（昭和31年）9月30日 - 五十猛村編入至大田市（第一次），、車站地址為島根縣大田市五十猛町（日语：五十猛）。
- 1975年（昭和50年）7月16日 - 終止貨物起卸業務。
- 1987年（昭和62年）4月1日 - 伴隨國鐵分割民營化，車站由西日本旅客鐵道（JR西日本）營運。
- 2005年（平成17年）10月1日 - 隨著大田市（第二次）成立，車站地址為現時位置。

## 構造
車站是一座建於路堤上的高架車站，設有1面2線的島式月台，可進行列車交會。月台西邊設有出入口，車站前設有小型站前廣場，沒有車站大樓。在車站入口曾設有乘車站證明票發票機，現已撤走。在月台中間設有候車室，車站沒有廁所。上下行月台可向兩方向出發。在「磯風」還未取消且運行區間是米子站至博多站之間時，上下行「磯風」會在此站列車交會。
車站由濱田鐵道部管理的無人車站。

### 月台
| 月台 | 路線     | 上下行 | 方向             |
| ---- | -------- | ------ | ---------------- |
| 1    | 山陰本線 | 上行   | 出雲市、松江方向 |
| 2    | 山陰本線 | 下行   | 濱田、益田方向   |

※截至2017年3月，站內和時間表開始標示月台編號。在列車運輸指令上，兩月台編號也是相同。

## 使用狀況
以下為近年1日平均乘車人次列表：
| 乘車人次變化 | 乘車人次變化    |
| 年度         | 1日平均乘車人次 |
| ------------ | --------------- |
| 1984         | 99              |
| 1994         | 54              |
| 1999         | 60              |
| 2000         | 53              |
| 2001         | 42              |
| 2002         | 43              |
| 2003         | 37              |
| 2004         | 41              |
| 2005         | 39              |
| 2006         | 39              |
| 2007         | 47              |
| 2008         | 47              |
| 2009         | 47              |
| 2010         | 43              |
| 2011         | 30              |
| 2012         | 24              |
| 2013         | 30              |
| 2014         | 28              |
| 2015         | 28              |
| 2016         | 20              |
| 2017         | 12              |

## 周邊
- 國道9號
- 五十猛海灘
- 「五十猛站前」巴士站 (位於站前左邊400米的國道上)

## 相鄰車站
西日本旅客鐵道
山陰本線
- 部分快速Aqua快車停車站。

靜間－五十猛－仁萬

## 注腳
1. ↑  島根縣統計書

## 外部連結
- 五十猛｜車站資訊：JR出門網 - 西日本旅客鐵道（日語）